# Lubushi
Lubushi est une localité de Zambie, dans le district de Mporokoso (Province Septentrionale).

## Géographie
Lubushi est situé à environ 1 400 m d'altitude, au bord de la route M3 et à une centaine de kilomètres à l'ouest de Kasama.

## Activités
Le village est surtout connu pour abriter un petit séminaire catholique fondé par des missionnaires en 1930. James Mwewa Spaita, archevêque de Kasama, y a étudié, tout comme l'écrivain Stephen Andrea Mpashi et l'homme politique Sylvester Chisembele.